# Slaget ved Bosworth

Slaget ved Bosworth var det sidste afgørende slag under Rosekrigene. Det var borgerkrigen mellem Huset Lancaster og Huset York, der havde hærget England i anden halvdel af det 15. århundrede. Slaget ved Bosworth fandt sted i Midtengland den 22. august 1485 og blev vundet af Lancasters støtter. Deres leder, Henrik Tudor, jarl af Richmond, blev med sin sejr den første engelske monark af Huset Tudor. Hans modstander kong Richard 3. af England, den sidste monark af Huset York, blev dræbt under slaget. Det bliver anset som afslutningen på Huset Plantagenet og dermed af skelsættende betydning i engelsk historie.
Richard 3.'s regering var begyndt i 1483. Efter sin bror, Edvard 4.'s, testamente skulle Richard være rigsprotektor for sin nevø, den 12-årige Edvard 5. Richard fik det engelske parlament til at erklære Edvard 5. illegitim og hans krav på tronen uretmæssigt. Richard overtog nu tronen. Richard mistede støtte, efter at Edvard og hans yngre bror Richard af Shrewsbury var forsvundet, efter at han havde fængslet dem i Tower of London. Hans popularitet blev yderligere svækket af rygter om at han skulle være meddelagtig i sin hustru Anne Nevilles død og ønske om at gifte sig med sin niece Elizabeth af York. På den anden side af den Engelske Kanal udnyttede Henrik Tudor, en efterkommer af det stærkt svækkede Hus Lancaster, Richards upopularitet til at gøre krav på tronen. Henriks første forsøg på en invasion i 1483 blev standset af en storm, men i andet forsøg landede han uden modstand den 7. august 1485 på sydvestkysten af Wales. På vej mod London samlede Henrik støtter. Richard samlede sine styrker og standsede Henriks hær syd for Market Bosworth i Leicestershire. Thomas, Lord Stanley og Sir William Stanley havde en hær til slagmarken, men holdt den tilbage, til de besluttede hvilken side der var bedst at støtte.
Richard delte sin hær, der var Henriks hær talmæssigt overlegen, i tre grupper. Den ene blev tildelt John Howard, hertug af Norfolk, den anden til Henry Percy, jarl af Northumberland. Henrik beholdt det meste af sin hær samlet og lagde den under den mere erfarne John de Vere, jarl af Oxford. Richards fortrop under Norfolk angreb, men blev slået tilbage af Oxfords mænd, og flere af Norfolks tropper flygtede fra slagmarken. Da Henry Percy, jarl af Northumberland ignorerede Richards ordre til angreb, valgte Richard at satse det hele på at angribe Henrik for at afslutte slaget. Da Stanley så kongens riddere afskåret fra hæren, slog han til. Sir William Stanley førte sine mænd til Henriks støtte, omringede og dræbte Richard. Efter slaget blev Henrik kronet til konge under et egetræ.
Henrik hyrede krønikeskrivere til at skildre sin regeringstid i et gunstigt lys. Slaget ved Bosworth skulle i hans øjne symbolisere Huset Tudor som begyndelsen på en ny æra. Fra 1400-tallet 1700-tallet blev slaget glorificeret som en sejr for det gode over det onde. Det præcise sted for slaget er omdiskuteret på grund af mangel på præcise spor, og mindesmærker er rejst flere steder. I 1974 åbnede Bosworth Battlefield Heritage Center på et sted, der siden er draget i tvivl af flere historikere. I oktober 2009 foreslog et forskerhold, der havde gennemført geologiske undersøgelser og arkæologiske udgravninger, en placering for slaget 3,2 kilometer sydvest for Ambion Hill på en p-plads.

## Baggrund
Fra midten af 1400-tallet kæmpede de to huse York og Lancaster mod hinanden om den engelske trone. I 1471 havde York besejret sine rivaler i slagene ved Barnet og Tewkesbury. Kong Henrik 6. og hans eneste søn Edvard af Westminster var døde, og Huset Lancaster havde ingen direkte mandlige arvinger. York-kongen Edvard 4. havde fuld kontrol over England. Han dømte dem, der afslog at anerkende hans styre, titler og gods, bl.a. Jasper Tudor og hans nevø Henrik Tudor, som blev erklæret forrædere og fik konfiskeret deres jord. Tudor'ne forsøgte at flygte til Frankrig, men stærke vinde tvang dem til at gå i land i Bretagne, hvor de blev taget til fange af hertug Frans 2. Henriks moder Margaret Beaufort var en tipoldedatter af Johan af Gent, onkel til Richard 2. og fader til Henrik 4. Beaufort-familien var først illegitime, men Henrik 4. havde legitimeret dem forudsat at deres efterkommere ikke kunne arve tronen. Henrik Tudor, den sidste af Lancaster-adel med et spor af kongeligt blod i sig, havde et meget svagt krav på tronen, og Edvard 4. anså ham som ubetydelig. Hertugen af Bretagne så derimod Henrik som et vigtigt redskab til at få engelsk hjælp mod Frankrig og holdt derfor Henrik under sine vinger.
Edvard 4. døde 12 år efter slaget ved Tewkesbury den 9. april 1483. Hans tolvårige ældste søn fulgte ham som Edvard 5.. Hans yngre søn, den niårige Richard af Shrewsbury var den næste i arvefølgen. Edvard 5. var for ung til at regere, og et rigsråd blev etableret for at regere landet, til kongen blev myndig. Blandt rigsråderne var bekymring for, at Woodville-familien, slægtningen til Edvard 5.'s enke Elizabeth Woodville planlagde at bruge deres kontrol over den unge konge til at dominere rådet. Woodville-familien havde i deres søgen efter magt og penge skabt sig mange fjender. For at stække Woodville-familiens ambitioner tog de kontakt til den nye konges onkel Richard, hertug af Gloucester, Edvard 4.'s bror. De anmodede indtrængende Richard om hurtigt at antage rollen som rigsprotektor, som tidligere ønsket af hans nu afdøde broder. Den 29. april 1483 tog Richard med hærmagt Edvard 5. til fange arresterede flere fremtrædende medlemmer af Woodville-familien. Efter at have bragt den unge konge til London, fik Richard to medlemmer af Woodville familien (dronningens broder Anthony Woodville og hendes yngste søn af første ægteskab Richard Grey) henrettet uden rettergang på anklager om forræderi.
Den 13. juni 1483 anklagede Richard 3. William Hastings, der havde spillet en central rolle i Richards magtovertagelse, for at være i ledtog med Woodville-familien og fik ham henrettet uden rettergang. Ni dage senere overbeviste Richard Parlamentet om at erklære ægteskabet mellem Edvard 4. og Elizabeth Woodville for illegalt, hvorved deres børn blev illegitime, så de mistede deres tronkrav. Richard var nu den næste i arvefølgen, og den den 26. juni blev han udråbt som Richard 3. og kronet den 6. juli i Westminister Abbey. Timingen og den måde som Richard tog magten på vandt ham ingen popularitet, og rygter, der talte dårligt om den nye konge, spredtes rundt i England. Efter de to prinser blev erklæret for bastarder, blev de anbragt i Tower of London og aldrig set offentligt igen.
Utilfredshed med Richards handlinger viste sig allerede samme sommer, og en sammensværgelse blev sat i værk for at fjerne ham fra tronen. Oprørerne var for det meste loyale over for Edvard 4., som anså Richard som en tronraner. Deres planer blev koordineret af en Lancaster, Henrik Tudors moder Margaret Beaufort, der førte sin søn frem som en tronkandidat. Den højest rangerede konspirator var Henry Stafford, hertug af Buckingham, der indtil da ellers havde været en af Richards største støtter. Ingen kronikører fortæller om hertugens motiv til at slutte sig til sammensværgelsen: Historikeren Charles Ross foreslår, at Buckingham forsøgte at distancere sig fra en kongen, som var blevet mere og mere upopulær hos folket. Michael Jones og Malcom Underwood mener, at Buckingham blev narret af Margaret til at tro, at oprørerne støttede ham som konge 
Planen var at gøre oprør flere steder i det sydlige og vestlige England inden for kort tid og overmande Richards styrker. Buckingham ville støtte oprørerne ved at invadere fra Wales, mens Henrik ville komme fra havet. Dårlig timing og dårligt vejr ødelagde planen. Et oprør i Kent begyndte ti dage for tidligt og alarmerede Richard til at samle sin hær og tage afsted for at slå oprørerne ned. Richards spioner informerede ham om Buckinghams aktiviteter, og kongens mænd indtog og ødelagde broerne over floden Severn-floden. Da Buckingham og hans hær nåede Severn, var den opsvulmet og umulig at krydse pga. en voldsom storm, der brød løs den 15. oktober. Buckingham var fanget og havde ingen sikre steder at søge hen. Hans walisiske fjender havde overtaget hans borg, efter han var taget afsted med sin hær. Hertugen opgav sine planer og flygtede til Wem i Shropshire, hvor han blev forrådt af sin tjener og arresteret af Richards mænd. Den 2. oktober 1483 blev han henrettet. Henrik havde forsøgt at lande den 10. oktober (eller 19. oktober), men hans flåde var blevet spredt i en storm. Han nåede den engelske kyst (ved enten Plymouth eller Poole) og en gruppe soldater råbte, at han skulle gå i land. Soldaterne var i virkeligheden Richards mænd klar til at fange Henrik, så snart han kom i land. Henrik lod sig ikke narre, opgav invasionen og vendte tilbage til Bretagne. Uden Buckingham og Henrik blev oprøret nemt slået ned af Richard.
De oprørere, der havde overlevet det fejlslagne oprør, flygtede til Bretagne, hvor de åbenlyst støttede Henrik krav til tronen. Ved juletid svor Henrik en ed om at ægte Edvard 4.'s datter Elizabeth af York for at forene husene York og Lancaster. Henriks voksende betydning gjorde ham til en stor trussel for Richard, der
gjorde flere forsøg på at overtale hertugen af Bretagne til at udlevere Henrik. Hertug Frans nægtede, idet han håbede på bedre vilkår fra Richard. I midten af 1484 blev Frans ude af stand til at regere på grund af sygdom, og mens han var i bedring, overtog hans skatmester regeringsmagten. Skatmesteren nåede en aftale med Richard om at sende Henrik og Jasper Tudor til England mod at får militær og økonomisk hjælp. Da biskoppen af Flandern fik nys om denne aftale, advarede han Henrik og Jasper, som flygtede til Frankrig. Det franske hof tillod dem at blive, da de var brikker i spillet for at sikre at Richards England ikke blandede sig i Frankrigs planer om at overtage Bretagne.
Den 16. marts 1485 døde Richards dronning Anne Neville, og rundt i landet spredtes rygter om at hun var blevet myrdet, så Richard kunne gifte sig med sin niece Elizabeth. Disse rygter kostede Richard nogle af hans støtter i nord og gjorde Henrik vred på den anden side af Kanalen. Uden ægteskabet med Elizabeth ville Henriks alliance mellem Lancaster og York være stærkt svækket. Ivrig efter at sikre sin brud lejede Henrik soldater, der indtil da havde været i fransk tjeneste, til at supplere hans følge af eksilenglændere og satte sejl fra Frankrig den 1. august 1485.

## Slagets parter
I det 15. århundrede var de engelske ridderlige ideer om uselvisk kongetjeneste blevet fordærvet. Væbnede styrker blev oftest samlet gennem hvervninger på private godser. Enhver rask og rørig mand skulle reagere på sin herres kald om bevæbne sig, og enhver adelsmand havde autoritet over sin hærstyrke. Selv om en konge kunne rejse sin egen hærstyrke fra sine landområder, kunne han kun rejse en meget stor hær gennem støtte fra sine adelmænd. Richard var lige som sine forgængere nødt til at vinde disse mænd over på sin side ved gaver og hjertelige forhold. Magtfulde adelsmænd kunne stille endnu større krav for at forblive på sin konges side eller kunne gå imod ham. Tre med hver sit mål stod på Bosworths slagmark: Richard III med sin York hær; hans modstander Henrik Tudor, der kæmpede Lancasters sag; og de ubeslutsomme Stanley'er.

### York
Som lille og slank havde Richard 3. ikke samme styrke som mange af sine forgængere af Huset Plantagenet. Han nød dog meget voldsom sport og aktiviteter, der blev anset som mandlige. Hans præstation i slag imponerede hans bror Edvard 4. voldsomt, og han blev Edvards højre hånd. Gennem 1480'erne forsvarede Richard Englands nordgrænse. I 1482 beordrede Edvard ham til at føre en hær ind i Skotland for at styrte Jakob 3. af Skotland og erstatte ham med hertugen af Albany. Richards hær brød igennem det skotske forsvar og besatte hovedstaden Edinburgh, men hertugen af Albany valgte at opgive sit krav på tronen for i stedet at blive Skotlands generalguvernør. Samtidig med at få garanti fra den skotske regering om territorier og diplomatiske fordele, genindtog Richards hær Berwick-upon-Tweed, som skotterne havde erobret i 1460. Edvard var ikke tilfreds med det,  som ifølge Ross kunne have været større, hvis Richard havde været mere resolut i at udnytte situationen, mens han kontrollerede Edinburgh. I sin analyse af Richards karakter ser Christine Carpenter ham mere som en soldat, der var mere vant til at tage imod ordrer end at give dem. Han var dog ikke bleg for at vise sine militære træk. Ved sin kroning erklærede han sit ønske om at lede et korstog mod "ikke kun tyrkerne, men alle [sine] fjender".
Richards mest loyale undersåt var John Howard, hertug af Norfolk. Hertugen havde tjent Richards broder i mange år og havde været en Edvard 4.'s nærmeste. Han var krigsveteran, havde kæmpet i Slaget ved Towton i 1461 og havde tjent som William Hastings stedfortræder i Calais i 1471. Ross spekulerer om han kunne have båret nag til Edvard for at have frataget ham en formue. Norfolk stod til at arve en del af det rige Mowbray gods efter den 8-årige Anne de Mowbray, den sidste i Mowbray familien. Imidlertid overbeviste Edvard parlamentet om at omgå arveloven og overføre godset til sin yngste søn, der var gift med Anne. Derfor gav John Howard sin støtte til Richards kup mod Edvards sønner, for hvilket han modtog hertugdømmet Norfolk og den originale del af Mowbray godset.
Henry Percy, jarl af Northumberland støttede også Richards tronovertagelse. Percy-slægten havde været loyal mod Huset Lancaster, men Edvard 4. havde til sidst fået jarlen over på sin side. Henry Percy var blevet fanget og fængslet i 1461 og frataget sine titler og godser. Edvard havde imidlertid løsladt ham otte år senere og givet ham jarledømmet tilbage. Fra da af tjente Henry Percy Huset York ved at forsvare det nordlige England og holde det i fred. I starten havde jarl problemer med Richard, da Edvard førte Richard frem som den ledende i nord. Henry Percy blev formildet, da han blev lovet titlen som Lord Warden of the Eastern Marches, en post der tidligere gik i arv i Percy-slægten. Han tjente under Richard under invasionen af Skotland i 1482, og lokket af at kunne dominere det nordlige England, hvis Richard tog mod syd for at gøre krav på tronen, valgte han at støtte Richards tronkrav. Efter sin magtovertagelse begyndte Richard dog at gøre sin nevø, John de la Pole, jarl af Lincoln, klar til at regere i nord. Selv om Henry Percy ifølge Carpenter blev kompenseret, opgav han enhver mulighed for at blive forfremmet under Richard.

### Lancaster
For Henrik Tudor var krigskunst og det land, han forsøgte at erobre, ham ukendt. Han havde tilbragt 14 år af sit liv i Wales og de næste 14 i Bretagne og Frankrig. Slank, men stærk og beslutsom, savnede Henrik forkærlighed for krig og var ingen stor kriger. Krønikeskrivere som Polydore Vergil og ambassadører som Pedro de Ayala så ham som mere interesseret i handel og finanser. Uden selv at have kæmpet i et slag, hvervede Henrik flere erfarne veteraner til at lede sin hær.
John de Vere, jarl af Oxford, var Henrik vigtigste hærfører. Han var ekspert i krigskunst. I Slaget ved Barnet havde han ledet Lancaster-hærens højre side og jaget hæren på den modsatte side på flugt. Men i forvirringen blev Oxfords hærstyrke angrebet af hovedstyrken af Lancaster hæren, og den trak sig tilbage fra slaget. Oxfords flygtede til udlandet og fortsatte sin kamp mod York ved at plyndre handelsskibe og indtage øfortet på Mont St Michel i 1473. Han overgav sig, da han hverken fik hjælp eller forstærkninger, men i 1484 flygtede han fra fængslet og sluttede sig til Henrik i Frankrig. Blot Oxfords tilstedeværelse løftede moralen i Henriks lejr og gjorde Richard bekymret.

### Stanley
I Rosekrigenes tidlige stadium, havde Stanley-familien fra Cheshire hovedsageligt støttet Huset Lancaster. Sir William Stanley var imidlertid en trofast York støtte, kæmpede i Slaget på Blore Heath i 1459 og hjalp med at slå oprør mod Edvard 4. ned i 1471. Da Richard tog tronen, viste Sir William ingen spor på at ville gå imod den nye konge, og han afholdte sig fra at støtte Buckinghams oprør og blev for det rigeligt belønnet. Sir Williams storebror Thomas, 2. Baron Stanley, var ikke så trofast. Frem til 1485 havde han tjent tre konger, Henrik 6., Edvard 4. og Richard 3. Lord Stanleys dygtige politiske manøvreringer - ved at vakle mellem modstående sider, indtil det stod klart hvem der ville vinde - havde givet ham høje stillinger,; han var Henriks kammerherre og Edvards hovmester. Hans forbeholdne stillingtagen, indtil slagets afgørende punkt, havde givet ham hans mænds loyalitet, da de følte at han ikke formålsløst sendte dem i døden.
Lord Stanleys forhold til kongens broder, den senere Richard 3. var ikke venskabeligt. De to havde konflikter der i marts 1470 brød ud i vold.  Derudover havde ægtet Margaret Beaufort som sin anden hustru i juni 1472. Stanley var dermed stedfar til Henrik Tudor, et forhold der ikke gav ham nogen fordel til at vinde Richards gunst. På trods af disse modsætninger sluttede han sig ikke til Buckinghams oprør i 1483. Da Richard henrettede de oprørere, der ikke havde kunne flygte fra England, skånede han Margarets liv. Men han fratog hende alle hendes titler og overførte hendes godser og jord til Stanley. Richards nådegerning skulle bilægge striden med Stanley, men det kan have været til ingen nytter. Carpenter har fundet endnu en årsag til striden i Richards ønske om at genåbne en gammel strid om land mellem Lord Stanley og Harrington-familien. Edvard 4. havde dømt sagen til Stanleys fordel i 1473, men Richard havde i tanke at omgøre sin broders dom og give det rige gods til Harrington-familien. På vagt for Stanley tog Richard kort før Slaget ved Bosworth hans Lord Strange som gidsel for at søge at hindre at Stanley sluttede sig til Henrik.

## Over den Engelske Kanal og gennem Wales
Henrik Tudors hær bestod i starten af landflygtige englændere og walisere, der støttede Henriks sag, samt et kontingent af lejesoldater, som var blevet stillet til rådighed af Karl 8. af Frankrig. Beretningen om en hvis "John Major" (udgivet i 1521) hævder at Karl havde bevilliget Henrik 5.000 mand, hvoraf 1.000 var skotter ledet af Sir Alexander Bruce. Skotske soldater bliver ikke nævnt af nogle senere engelske historikere.
Henriks færd over den Engelske Kanal i 1485 forløb uden problemer. Tredive skibe afsejlede fra Harfleur den 1. august og med en gunstig vind i ryggen landede de i Wales ved Mill Bay (nær Dale) på nordsiden af Milford Haven den 7. august og erobrede nemt det nærliggende Dale Castle. Henriks længeventede hjemkomst blev hyldet af samtidige walisiske barder som f.eks. Dafydd Ddu og Gruffydd ap Dafydd som den sande prins og "Bretagnes ungdom besejrende sakserne" for at vinde deres land tilbage til ære. Mill Bay var blevet valgt fordi den lå fuldstændig skjult for udsigt, og der var ingen af Richards mænd udstationeret ved Dale, hvor Henrik og hans mænd sov første nat.
Om morgen marcherede de 12 mil til Haverfordwest, hovedbyen i Pembrokeshire, hvor de blev modtaget med "den største gunst mulig". Her annoncerede waliseren Arnold Butler (der havde mødt Henrik i Bretagne), at "hele Pembrokeshire var klare til at tjene ham". Butler. Den næste eftermiddag tog Henrik og hans tropper afsted mod Cardigan og gjorde lejr fem mil fra Cardigan, hvor de fik selskab af Gruffydd Rede med en flok soldater og John Morgan af Tredegar. Den næste dag, den 9. august, passerede de igennem Bwlch-y-gwynt og over Preseli-bjergene til Fagwyr Llwyd syd for Cilgwyn.
Richards statholder i det sydlige Wales Sir Walter Herbert undlod at gå imod Henrik og to af hans officerer, Richard Griffith og Evan Morgan, gik over til Henrik med deres mænd.
Men den vigtigste afhopper til Henrik i kampagnens tidlige fase var nok Rhys ap Thomas, der var den ledende person i det vestlige Wales. Richard havde udnævnt Rhys til statholder for det vestlige Wales for hans afviste deltagelse i Buckingshams oprør, samtidig med at han overgivet sin søn Gruffydd ap Rhys ap Thomas som kaution, dog hævdes det i nogle beretninger at Rhys havde klaret sig af med dette vilkår. Imidlertid havde Henrik med succes vundet Rhys over på sin side ved at love ham statholderskabet over hele Wales for hans troskab. Henrik marcherede via Aberystwyth, mens Rhys fulgte en mere sydlig rute samtidig med at han på vejen samlede en hær af walisere, vurderet forskelligt til mellem 500 og 2.000 mand, der forstærkede Henriks hær, da de blev genforenet ved Cefn Digoli, Welshpool. Den 15. eller 18. august krydsede Henriks hær den engelske grænse og satte kursen mod Shrewsbury.

## Shreswbury: Porten til England
Fra den 22. juni 1485 havde Richard været bevidst om Henriks forestående invasion og havde givet ordre til sine stormænd om holde højeste beredskabsniveau. Nyheden om Henriks landing nåede Richard den 11. august, men det tog tre til fire dage for hans budbringere at meddele hans stormænd om kongens mobilisering. Den 16. august begyndte samlingen af York-hæren. John Howard, hertug af Norfolk, tog afsted mod Leicester, samlingspunktet, denne nat. Byen York, der traditionelt havde været en højborg for Richards familie, spurgte kongen om instrukser, og efter at have modtaget et svar tre dage senere, sendte byen 80 mand til at slutte sig til kongen. Samtidig havde Henry Percy, jarl af Northumberland, hvis territorier lå længst fra hovedstaden, samlet sine mænd og redet til Leicester.
Selvom London var hans mål, satte Henrik ikke kursen direkte mod byen. Efter at have hvilet i Shresbury, tog hans hær mod øst og knyttede Sir Gilbert Talbot og andre engelske allierede, inklusive desertører fra Richards styrker, til sig. Selvom hæren var vokset betydeligt siden ankomsten, var Henriks hær stadig betydelig Richards hær talmæssigt underlegen. Henriks fart gennem Staffordshire var langsom og forsinkede hans møde med Richard så han kunne knytte endnu flere mænd til sin sag. Henrik havde kommunikeret på venskabelig vis med Stanley'erne i nogen tid før han satte sine fødder i England, og Stanley'erne havde mobiliseret deres styrker ved nyheden om Henriks ankomst. De strejfede rundt foran Henriks march gennem det engelske landskab og mødtes med Henrik i hemmelighed to gange, mens han bevægede sig gennem Staffordshire. Ved det andet møde ved Atherstone i Warwickshire havde de konfereret om "hvordan de skulle slå til i slaget mod Richard, som de havde hørt ikke var langt væk". Den 21. august gjorde Stanley'erne lejr på en bakkeskråning nord for Dadlington, mens Henrik lagde sin hær i lejr ved White Moors nordvest for deres lejr.

Den 20. august red Richard fra Nottingham til Leicester og sluttede sig til John Howard. Han overnattede i Blue Boar Inn (nedrevet i 1836). Henry Percy ankom dagen efter. Den kongelige hær drog vestpå for at afbryde Henriks march mod London. Efter at have passeret Sutton Cheney førte Richard sin hær mod Ambion Hill, som han mente kunne have taktisk værdi, og gjorde lejr der. Richards nat var ikke rolig, og om morgenen var hans ansigt ifølge Croyland-krøniken "mere blegt og dødlignende end normalt."

## Slagets gang
York-hæren, vurderet til fra 7.500 til 12.000, blev stillet op langs bakkekammens top fra vest mod øst.  Norfolks gruppe af spydsoldater stod på højre flanke og beskyttede kanonerne og ca. 1.200 bueskytter. Richards gruppe, der bestod af 3.000 fodfolk, udgjorde midten. Northumberland forsvarede den venstre flanke med ca, 4.000 mand, mange til hest. Stående på bakketoppen havde Richard et bredt uforstyrret syn over området. Han kunne Stanley'erne og deres 4.000-6.000 mand placeret på og omkring Dadlington Hill, mens Henriks hær stod mod sydvest.
Henriks styrke er blevet vurderet fra 5.000 til 8.000, landingsstyrken som ved begyndelsen bestod af landflygtige og lejetropper var blevet forøget med mænd, rekrutteret i Wales og de engelske grænsegrevskaber, og desertører fra Richards hær. Historikeren John Mackie mener, at 1.800 franske lejetropper ledet af Philipert de Chandée udgjorde kernen i Henriks hær. John Mair, der skrev 35 år efter slaget hævdede, at en betydelig del af lejetropperne var skotter. Denne påstand er blevet accepteret af nogle moderne historikere. Men Mackie argumenterer for at franskmændene ikke ville have sendte nogle fra Garde Écossaise, den franske konges elitekorps af skotske riddere og bueskytter, men konkluderer at der alligevel nok var nogle få skotter i hæren.
I deres fortolkninger af de gamle vage kilder om slagets gang, har historikere placeret området nær Ambion Hills fod som det sandsynlig sted, hvor de to hære stødte sammen, og har udtænkt mulige scenarier for slagets gang. I deres genfortælling af slaget begyndte Henrik med at bevæge sin hær mod Ambion Hill, hvor Richard og hans mænd stod. Mens Henriks hær bevægede sig gennem mosen ved bakkens sydvestlige fod, sendte Richard en besked til Thomas, Lord Stanley, med en trussel om at henrette hans søn, Lord Strange, hvis ikke Stanley med det samme angreb Henriks hær. Stanley svarede, at han havde andre sønner. I ophidselse beordrede Richard Strange halshugget, mens hans mænd adlød ikke og sagde, at slaget var forestående, og at det derfor ville være mere praktisk at vente med henrettelserne til efter slaget. Henrik sendte også budbringere til Stanley, som bedte ham om ham at erklære hans troskab. Svaret var undvigende. Stanley'erne ville "naturligvis" komme, så snart Henrik havde givet ordre til sin hær og gjort dem klar til slaget. Henrik havde intet valg end at konfrontere Richards hær alene.
Med god vished om sin manglende krigserfaring overlod Henrik ledelsen af sin hær til Oxford og rykkede tilbage til bagtroppen sammen med sine livvagter. Efter at have set Richards bredt opstillede hær langs bakkekammen, besluttede Oxford sig for at holde sine mænd samlet i stedet for at dele den i tre normale grupper: fortrop, midte og bagtrop. Han beordrede sin mænd til ikke at stå mere end 10 fod (3 m) fra deres bannere, idet han frygtede at de ville blive omringet. Individuelle grupper trampede sammen og skabte en samlet stor hærmasse med ryttere på flankerne.
Mens Lancaster-hæren bevægede sig rundt om mosen mod fast underlag, blev den forstyrret af Richards kanon. Så snart Oxford og hans mænd var fri af mosen begyndte Norfolks gruppe og dele af Richards gruppe at gå frem. Byger af pile regnede ned over begge sider, mens de nærmede sig hinanden. Oxfords mænd viste sig som de stærkeste i den efterfølgende mand mod mand kamp. De holdt deres forsvar og mange af Norfolks mænd flygtede fra slagmarken.
Richard så nu at hans hær var i problemer og gav derfor signal til Northumberland om at komme til hjælp, men Northumberlands gruppe viste ingen tegn på bevægelse. Historikere som Horrox og Pugh, mener at Northumberland valgte ikke at hjælpe sin konge af personlige årsager. Ross drager tvivl om bestænkningen på Northumberlands loyalitet og foreslår i stedet at Ambion Hills snævre bakkekam gjorde det umuligt for ham at slutte sig til slaget. Jarlen skulle enten have rykket lige igennem sine allierede eller foretaget et bredt angreb fra flanken mod Oxfords mænd, som var nær ved umuligt ud fra datidens taktikstandarder.
I dette kritiske øjeblik fik Richard øje på Henrik, som befandt i en vis afstand fra hans hovedstyrke. Med dette syn besluttede Richard sig for at gøre en hurtig ende på slaget ved at dræbe modstanderens hærfører. Han ledte et rytterangreb rundt om de kæmpende styrker og red direkte ind i Henriks gruppe. Flere beretninger vurderer at Richards styrke bestod af 800-1000 riddere, men Ross mener at det var mest sandsynligt at Richard kun havde følge af sine livvagter og nærmeste venner. Richard dræbte Henriks fanebærer Sir Willam Brandon i det første angreb og kastede den store og stærke John Cheyne, Edvards 4. tidligere fanebærer, af hesten med et slag til hovedet fra sin brækkede lanse. Franske lejetropper i Henriks følge berettede, hvordan angrebet havde overrumplet dem, og at Henrik havde søgt beskyttelse ved at stige af hesten og gemme sig bag dem for at blive et tydeligt mål. Henrik gjorde ingen forsøg på engagere sig selv i slaget.
Oxford havde efterladt en lille reserve af spydsoldater med Henrik. De sænkede farten på Richards angreb til hest og gav dem ekstra tid. Henriks tilbageværende livvagter omringede deres herre og holdt med succes ham væk fra York-kongen. Samtidig, idet han havde set Richard i kamp mod Henriks mænd og afskåret fra sin hovedhær, brød Stanley'erne op og red afsted til Henriks hjælp. Nu i undertal blev Richards gruppe omringet og presset tilbage. Richards styrke blev skubbet flere hundrede meter væk fra Henrik, tæt til kanten af mosen, som Richards hest væltede ned i. Richard nu til fods, kom sig, og samlede sine sine få tilbageværende støtter, da han stadig nægtede at overgive sig: "Gud forbød mig at træde et skridt tilbage. Jeg vil enten vinde slaget som en konge eller dø som én." Under kampen mistede Richards fanebærer Sir Percival Thirlwall begge sin ben, men fortsatte med at holde Yorks fane løftet indtil han blev dræbt.
Polydore Vergil, Henrik Tudors officielle historiker, berettede, at "Kong Richard blev dræbt modigt kæmpende alene under fjendens tykkeste pres". Richard var kommet en sværdlængde fra Henrik før han blev omringet af Sir William Stanleys mænd og dræbt. Kronikøren Jean Molinet fra Burgund fortæller, at det var en waliser der gav Richard dødstødet med en Hellebard, mens Richards hest var fanget i den mosede jord. Det blev fortalt at slagene var så voldsomme, at kongens hjelm var blevet slået ind i hans kranium. Den samtidige walisiske poet Guto'r Glyn antyder, at den ledende walisiske Lancaster-støtte Rhys ap Thomas, eller en af hans mænd, dræbte konge, og skrev at "han dræbte vildsvinet, barberede hans hoved." Analyser af Richards skelet fandt 11 sår, 9 af dem i hovedet. Et blad som på en hellebard havde skåret dele af Richards kraniums bagside af, et tegn på at han havde mistet sin hjelm.
Richards hær faldt sammen efter nyheden om hans død havde spredt sig. Northumberland og hans mænd flygtede, da de havde set kongens skæbne, mens Norfolk blev dræbt.

## Efter slaget
Det fortælles, at Richards krans blev fundet efter slaget og bragt til Henrik, som blev erklæret konge på toppen af Crown Hill nær landsbyen Stoke Golding. Ifølge Vergil, Henriks officielle historiker, var det Thomas, Lord Stanley, der fandt kransen. Historikerne Stanley Chrimes og Sydney Anglo afviser legenden om at kransen blev fundet i en tjørnehæk, da ingen samtidige kilder fortæller om dette. Ross afviser dog ikke legenden. Han mener , at tjørnehækken ikke ville have været på Henriks våbenskjold, hvis den ikke havde haft en vigtig rolle i hans magtovertagelse. Baldwin pointerer, at tjørnehækken som motiv allerede blev brugt af Huset Lancaster, og at Henrik bare tilføjede kronen.
I Vergils skildring omkom 100 af Henriks mænd og 1.000 mænd af Richards mænd, et forhold som Chrimes mener er en overdrivelse. De faldnes lig blev bragt til St. James Church i Dadlington til begravelse. Henrik nægtede enhver hurtig begravelse til Richard. I stedet blev den sidste York konges lig klædt helt af og fastspændt tværs oven på en hest. Hans lig blev ført til Leicester og offentligt vist frem for at bevise, at han var død. Tidlige beretninger antyder, at det fandt sted i Church of the Annunciation of Our Lady of the Newarke. After two days, the corpse was interred in a plain tomb, within the church of the Greyfriars. Efter to dage blev liget anbragt i en simpel grav i gråbrødres kirke. Denne kirke blev nedrevet efter Klostrets nedlæggelse i 1538, og placeringen af Richards grav var i lang tid uvis.
Den 12. september 2012 bekendtgjorde arkæologer fundet af et begravet skelet med en krummet rygsøjle og hovedskader under en parkeringsplads i Leicester og deres mistanke om at fundet kunne være Richards 3.'s lig.. Den 4. februar 2013 blev det bekendtgjort, at analyser af DNA havde overbevist University of Leicesters videnskabsmænd og forskere at ligresterne "uden rimelig tvivl" tilhørte Richard. Den 26. marts 2015 blev ligresterne ved en ceremoni begravet i Leicester Cathedral. Dagen efter blev Richards grav afsløret.
Henrik sendte lejesoldaterne i sin hær bort og beholdt kun en lille kerne af loyale soldater, som blev formeret i Yeomen of the Guard, og begyndte at etablere sit styre i England. Parlamentet ophævede fratagelsen af hans liv og gods og erklærede Richards styre for ulovligt, dog bliver Richards styre stadig officielt anerkendt i Englands historieannaler. Bekendtgørelsen om Edvard 4,'s børn illegitimitet blev også annulleret, således at Elizabeth af York atter var en royal prinsesse. Ægteskabet mellem Elizabeth, arvingen til Huset York, og Henrik, Lederen af Huset Lancaster, markerede afslutningen på fejden mellem disse to huse og begyndelsen på Huset Tudor. Det kongelige ægteskab blev udskudt indtil Henrik var blevet kronet konge og havde etableret sit styre sikkert nok til at forhindre Elizabeth og hendes slægts tronkrav. Henrik overbeviste derudover også parlamentet til at rykke begyndelsen på hans regeringstid tilbage til dagen før Slaget ved Bosworth, således at han med tilbagevirkende kraft kunne erklære dem der havde kæmpet imod ham som forrædere. Henry Percy, jarl af Northumberland, der var forblevet inaktiv under slaget, blev fælgslet, men senere løsladt og genindsat for at kunne pacificere det nordlige England i Henriks navn. Udrensningen af dem, der havde kæmpet for Richard, optog Henriks to første regeringsår, skønt han senere viste sig parat til at acceptere dem, der underkastede sig, uanset deres tidligere troskab.
Blandt sine støtter, gav Henrik de største belønninger til Stanley'erne. Udover at gøre Sir William til sin kammerherre, gjorde han Lord Stanley til jarl af Derby og skænkede ham store formuer og hverv i andre godser. Henrik belønnede John de Vere, Jarl af Oxford med at give ham de de godser og titler, som han var blevet frataget af York kongerne, og udnævne ham til Tower of Londons konstabel og admiral over England, Irland og Akvitanien. Henrik gjorde sin onkel, Jasper Tudor, til Hertug af Bedford. Han tilbagegav gav sin mor hendes godser og formuer, som RIchard havde frataget hende. Han viste sig som en god søn, der gav hende en æresplads ved hoffet og fulgte hende trofast gennem hele sin regeringstid. Parlamentets erklærede Margaret Beauforts besiddelser personlige, således at hun ikke længere skulle styre dem gennem sin husbond, Lord Stanley. Elton påpeger, at på trods af hans tidlige rundhåndethed, kom Henriks støtter på Bosworth kun til at nyde hans særlige gunst i kort tid. I de senere år forfremmede han kun dem, der var bedst til at tjene hans interesser.
Som konger før ham, mødte Henrik modstand. Det første åbne oprør fandt sted to år efter Slaget ved Bosworth. Lambert Simnel hævdede at være Edvard Plantagenet, den 17. jarl af Warwick, som var Edvard 4.'s nevø. John de la Pole, jarlen af Lincoln, støttede hans tronkrav og ledte oprørsstyrkerne i Huset Yorks navn. Oprørshæren afværgede flere angreb fra Northumberlands styrker, før den mødte Henriks hær i Slaget ved Stoke den 16. juni 1487. inklusive flere tidligere støtter af Richard 3. Henrik vandt slaget nemt, men andre utilfredse oprør og konspirationer fulgte efter. Et oprør begyndte i 1489 med mordet på Northumberland. Militærhistorikeren Michael C. C. Adams fortæller, at forfatteren til et brev, som lå ved siden af Norhumberlands lig, giver jarlen skylden for RIchards død.

## Følger og historisk betydning
Samtidige beretninger om Slaget ved Bosworth kan findes i fire hovedkilder, hvor af den ene er den engelske Chroyland Chronicle, som er skrevet af en York krønikeskriver, som baserede sin beretning på andenhåndsviden fra adelsfolk og soldater. De andre beretninger er skrevet af udlændinge: Vergil, Jean Molinet og Diego de Valera. Mens Molinet er sympatisk over for Richard, gjorde Vergil tjeneste for Henrik og anvendte kun de informationer fra kongen og hans undersåtter, der satte dem i et positivt lys. Diego de Valera, hvis information Ross betragter som utroværdig, baserede sit værk på breve fra spanske handelsfolk. Andre historikere har imidlertid anvendt Valeras værk til at udlede mulige værdifulde indblik, som ikke let evidente i andre kilder. Ross betragter digtet "The Ballad of Bosworth Field" en anvendelig kilde til at skaffe sig viden om bestemte detaljer fra slaget. Mængden af forskellige beretninger, for det meste baseret baseret anden- og tredjehåndsviden, har vist sig som en hindring for historikere når de skulle rekonstruere slagets gang. Deres fælles problem er at der, bortset fra slagets udfald, er meget få detaljer om selve slaget at finde i krønikerne. Ifølge historikeren Michael Hicks er Slaget ved Bosworth et af de værst bevidnede slag under Rosekrigene.

### Historiske gengivelser og fortolkninger
Henrik bestræbte sig på at præsentere sin sejr som en ny begyndelse for landet. Han hyrede krønikeskrivere til at portrættere sit styre som en "moderne tid" med dets begyndelse i 1485. Hicks fastslår, at værker af Vergil og den blinde historiker Bernard Andrés, promoveret af de efterfølgende Tudor regenter, blev de officielle kilder for forfattere i de næste fire hundrede år. Som sådan tegner Tudor litteraturen et flatterende billede af Henriks regeringstid, skildrer Slaget ved Bosworth som borgerkrigens afsluttende slag og går let hen over de senere oprør. I England sluttede Middelalderen i 1485, og English Heritage hævder at bortset fra 1066, hvor Vilhelm Erobreren vandt England i Slaget ved Hastings er der ikke et ligeså betydeligt år i engelsk historie. Ved at portrættere Richard 3. som en pukkelrygget tyran, der tilranede sig kronen ved at dræbe sine nevøer, knyttede Tudor historikerne en sans af myte til slaget. Det blev et episk slag mellem det gode og onde med et tilfredsstillende moralsk udfald. Ifølge Colin Burrow var Bernard André så overvældet af slagets historiske betydning at han gengav det med in blank side i sin "Henrik VII" (1502). For Professor Peter Saccio var slaget vitterligt et unikt slag i den engelske histories annaler, for "sejren blev ikke bestemt af dem der kæmpede, men af dem der ventede med at kæmpe indtil de var sikre på at være på den sejrende side".
Historikere som Adams og Horrox mener, at Richard ikke tabte slaget på grund af nogle mytiske årsager, men på grund af dårlig moral og manglende loyalitet i sin hær. De fleste menige soldater fandt det svært at kæmpe for en utroværdig fyrste, og flere lensherrer troede, at deres situation kunne blive bedre, hvis Richard blev styrtet.  Over for sådan et dobbeltspil var Richards desperate angreb ifølge Adams den eneste ridderlige handling på slagmarken. Som historikeren Michael Bennet udtrykker det, var angrebet det engelske [middelalder]-ridderskabs svanesang. Adams mener, at denne betragtning blev delt på samme tid af trykkeren William Caxton, som nød støtte fra Edvard 4. og Richard 3. Ni dage efter slaget udgav Caxton Thomas Malorys historie om ridderskab og død ved forræderi "Le Morte d'Arthur" øjensynligt som et svar på omstændighederne omkring Richards død.
Elton tror ikke at Slaget ved Bosworth havde nogen bestemt betydning og peger på at man i det 20. århundredes England stort set havde ignoreret slaget indtil dets 500-års jubilæum. I hans betragtning demonstrerer manglen på specifik viden om slaget, ingen ved hvad der præcist skete, dens manglende betydning for det engelske samfund. Elton anser slaget som blot en del af Henriks bestræbelser på at etablere sit styre og understreger sin pointe ved at bemærke at det tog den unge konge 10 år at pacificere fraktionerne og oprørerne for at sikre sin trone.
Mackie hævder, at Slaget ved Bosworth i bagklogskab er betydningsfuldt som det afgørende slag, der etablerede et dynasti som kom til at regere England uforstyrret i mere end et hundrede år. Mackie bemærker at datidens historikere, varsomme efter tre hurtige kongelige tronfølgere under den langvarige Rosekrigene, så Slaget ved Bosworth som endnu et slag i en lang række af slag. Det var gennem værker af Francis Bacons og hans efterfølgeres værker og bestræbelser at offentligheden begyndte at tro at slaget havde bestemt deres fremtid ved at bringe "tyranens fald".

### Shakespeares dramatisering
William Shakespeare giver Slaget ved Bosworth stor betydning i sit skuespil Richard den Tredje. Det er det eneste "store slag", ingen anden kampscene distraherer publikum fra slaget, repræsenteret med én mod én sværdkamp mellem Henrik Tudor og Richard 3. Shakespeare anvender denne duel som en klimatisk afslutning på skuespillet og Rosekrigene, og til forsvar af moral ved at portrættere det godes utvivlsomme triumf over det onde. Richard, den skurkagtige hovedperson, havde fået skabt sit ry i slagene i Shakespeares tidligere værk Henrik den Sjette, del 3, som en formidabel ridder og modig hærfører, i skarp modsætning til de ondskabsfulde midler han anvender for at blive konge i Richard den Tredje. Selvom Slaget om Bosworth kun har fem sætninger til at iscenesætte det, er der tre scener og mere end fire hundrede linjer der går forinden slaget, der udbygger baggrunden og karakterernes motivationer i forventning af slaget.
Shakespeares beretning om slaget er hovedsageligt baseret på krønikeskriverne Edward Hall og Raphaels Holinsheds dramatiske historieskrivning, som var baseret på Vergils krønike. Shakespears holdning til Richard var derimod formet af Thomas More, hvis værker viste en ekstrem forudindtagethed over for York kongen. På grund af denne indflydelse er et skuespil der bagvasker kongen, og Shakespeare havde ingen betænkeligheder for at afvige fra historien for dramatikkens skyld. Margrete af Anjou var død i 1482, men hos Shakespeare talte hun med Richards mor inden slaget for at forudane Richards skæbne og for at opfylde den profeti, som hun havde fremsagt i skuespillet Henrik den Sjette. Shakespeare overdriver årsagerne til Richards søvnløse nat inden slaget og forestiller den som en plage af spøgelser af dem, som kongen havde myrdet, inklusiv Buckingham. Richard er portrætteret som lidende af samvittighedskvaler, men mens han taler genvinder han sin selvtillid og hævder at han vil være ond, hvis det var det der skulle til for at beholde sin krone.
Kampen mellem de to hære er simuleret med voldsomme lyde ude fra kulissen, mens skuespillere går ind på scenen og leverer deres replikker og går ud. For at øge spændingen inden duellen, beder Shakespeare om endnu mere larm efter at Richards rådgiver William Catesby, har annonceret at kongen "[opfører] flere undere end en mand". Richard afbryder sin indtræden med den klassiske replik: "En hest, en hest" Mit Kongerige for en hest!". Han nægter at trække sig og fortsætter med at søge at dræbe Henriks dobbeltgængere indtil han havde dræbt sin nemesis. Der er ingen dokumenterede beviser for at Henrik havde fem lokkeduer under Slaget ved Bosworth. Ideen er Shakespeares egen opfindelse. Han var inspireret af Henrik 4.'s anvendelse af dem i Slaget ved Shrewsbury i 1403 for at forstærke Richards mod på slagmarken. Ligeledes er mand mod mand duellen mellem Henrik og Richards værk. "The True Tragedy of Richard III" af en ukendt dramatiker, der er fra 1594 og derved udkom før Shakespeares skuespil, har ingen tegn på iscenesættelse af sådan en kamp. Dens sceneanvisninger giver ingen tegn på synlig kamp.
På trods af de dramatiske friheder, blev Shakespeares version af Slaget ved Bosworth kilden til begivenhederne i engelske lærebøger i det 18. århundrede og 19. århundrede. Dette forherligede billeder af historien, som blev udbredt i bøger og billeder, og som blev spillet på scener landet rundt, foruroligede humoristen Gilbert Abbott á Beckett. Han udtrykte sin kritik i form af et digt, der satte lighedstegn mellem romantiseringen af slaget med en femte-rangs opsætning af Richard den Tredje: tarveligt klædte skuespillere udkæmper Slaget ved Bosworth på scenen, mens dem med mindre roller driver den af bag ved, uden at vise nogen interesse for hvad der sker.
I Laurence Oliviers filmatisering fra 1955 er Slaget ved Bosworth ikke kun gengivet med duellen, men også med slagets kampe, som er blevet filmens mest berømte scene og som ofte vises på Bosworth Battlefield Heritage Centre. Filmen viser slaget mellem York og Lancaster hærene på en åben mark og fokuserer på enkelte karakter midt under den voldsomme mand mod mand kamp. Filmen blev hyldet for sin realisme. En kritiker fra The Manchester Guardian var dog ikke imponeret, da han fandt antallet af kæmpende alt for spredte på de åbne marker og en mangel på underfundighed i Richards dødsscene. Den måde som det gengives hvordan Richard forberedte sin hær til slaget modtog også hyldest. Mens Richard taler til sine mænd og tegner son planer i sandet med sit sværd, vises hans hær på lærredet placere sig i slagorden efter Richards instrukser. Nøje bundet sammen gør kombinationen af de billedlige og narrative elementer Richard til en historiefortæller, der sætter sin store plan i handling. Shakespear kritikeren Herbert Coursen udvider dette billede: Richard sætter sig selv op som mændenes skaber, men dør af sine skabningers grusomhed. Courson ser skildringen som en modsætning til Henrik 5. og hans "våbenbrødre".
Ændringen af omgivelserne for Richard den Tredje til et fascistisk England i 1930'erne i Ian McKellens 1995 film faldt dog ikke god jord hos historikere. Adams postulerer, at Shakespeares originale fortælling om Richards skæbne ved Bosworth lærer moralen om at møde ens skæbne, lige meget hvor uretfærdig den er, "ædelt og med værdighed". Ved at overskygge den dramatiske lære med special effects, reducerer Mckellens film sin udgave af slaget til et pyroteknisk show om en endimensional skurks død. Coursen er enig i, at i denne udgave er slaget og Richards endeligt forslidt og uimponerende.

## Slagets beliggenhed
Officielt anser Leicestershires amtsråd at Slaget ved Bosworth fandt sted i nærheden af byen Market Bosworth. Rådet engagerede historikeren Daniel Williams til at forske i slaget, og i 1974 opførte man på baggrund af hans fund Bosworth Battlefield Heritage Centre med dets udstillinger. Williams fortolkning er dog siden da blevet sat spørgsmålstegn ved. I forbindelse med slagets 400-års fejring i 1985 fik en strid frem blandt historikere mange til at tvivle på Williams' teori. Særlig viste geologiske undersøgelser, gennemført fra 2003 til 2009 af Battlefields Trust, en velgørende organisation, der værner og studerer gamle engelske slagmarker, at den sydlige og østlige side af Ambion Hill havde været fast grund i 1400-tallet, i modsætning til Williams påstand om at det havde været et stort sumpområde. Landskabsarkæologen Glenn Foard, undersøgelsernes leder, udtalte at de fundne jordprøver og militærudstyr fra Middelalderen peger på at slaget fandt sted 2 engelske mil (3,2 km) sydvest for Ambion Hill (52°34′41″N 1°26′02″W), en uoverensstemmelse med den udbredte tro på at slaget fandt sted i nærheden af bakkens fod.

### Historikeres teorier
The Historic Buidlings and Monuments Commission for England (aka. "English Heritage") mener at slaget var opkaldt efter Market Bosworth, da byen var den nærmeste betydelige bosættelse i forhold til slaget i det 15. århundrede. Som undersøgt af Professor Philip Morgan, kan et slag ikke med det samme få et specifikt navn. Som tiden går kan skrivere af administrative eller historiske fortegnelser finde det nødvendigt at identificere et betydningsfuldt slag og tillægger det et navn, oftest et stednavn indhentet fra kombattanter eller observanter. Det officielle navn bliver accepteret af samfundet og fremtidige generationer uden spørgsmål. Tidlige fortegnelser henførte Slaget ved Bosworth med "Brownehethe", "bellem Miravallenses", "Sandeford" og "Dadlyngton field". Den tidliges fortegnelse, et bystyrenotits af 23. august 1485 fra York placerer slaget ved "Redemore mark". Dette er bekræftet i et brev fra 1485-86, der nævner "Redemore" som slagets sted. Ifølge historikeren Peter er der ingen fortegnelser der forbinder slaget med "Bosworth" inden 1510.
Foss er udpeget af English Heritage som hovedfortaleren for at slaget fandt sted ved "Redemore". Han mener at navnet kommer af det angelsaksiske "Hredo mor", der betyder "rørbevokset sumpland". På baggrund af kirkefortegnelser fra det 13. til det 16. århundrede, tror han at "Redemore" var et vådområde, der lå mellem Ambion Hill og landsbyen Dadlington, og i nærheden af Fenn Lanes, en romersk vej, der løb fra øst til vest gennem områder. Foard anser denne vej for den mest sandsynlige rute som begge hærene tog for at nå frem til slagmarken. Williams afviser ideen "Redmore" som en specifik lokation og forklarer at udtrykket henviser til et stort område med rødlig jord. Foss hævder at Williams kilder er lokale fortællinger og fejlagtige fortolkninger af fortegnelser. Derudover foreslår han, at Williams var blevet påvirket af historikeren William Huttons "The Battle of Bosworth-Field" fra 1788, som Foss giver skylden for at have introduceret ideen om at slaget stod vest for Ambion Hill, nord for floden Sence. Hutton fejlfortolkede ifølge Foss' antagelse et afsnit fra sin kilde Raphael Holinsheds 1577 Krønike. Holinshed skrev: "Kong Richards slog lejr på marken ved en bakke kaldet Anne Beame, opfriskede sine soldater og gjorde hvile". Foss mener at Hutton fejlagtigt tolkede "marken" som "slagmarken" og på denne måde skabte ideen om at kampende fandt sted ved Anne Beame (Ambion) Hill. At "slå lejr på marken" (Pitch his field) var som Foss præciserer et udtryk fra den tid om at slå lejr.
Foss bringer endnu et bevis for sin "Redemore" teori ved at citerer Edward Halls 1550 Krønike. Hall meddeler, at Richards hær trådte ind på en slette efter at den havde forladt lejren den næste dag. Derudover skrev historikeren William Burton, forfatteren til "Description of Leicestershire" (1622) at slaget" blev kæmpet på et stort, fladt, jævnt og vidt terræn, tre mil [5 km] fra [Bosworth], mellem byerne Shenton, Sutton [Cheney], Dadlington og Stoke [Golding]. Efter Foss' mening beskriver begge kilder et område med fladt terræn nord for Dadlington.

### Det fysiske sted
English Heritage, der er ansvarlig for at bestyre Englands historiske steder, anvender begge teorier til at placere Slaget ved Bosworths beliggenhed. Uden at foretrække den ene teori frem for den anden, har de skabt en sammenhængende grænse for slagmarken, der indeholder de beliggenheder, som Williams og Foss har fremsagt. Området har gennemgået betydelige ændringer over årene, med begyndelse efter slaget. Holinshed oplyser i sin krønike, at han fandt fast jord dér hvor han forventede at der var sumpet, og Burton bekræfter, at der ved slutningen af det 16. århundrede, at slagmarkens område var indhegnet og blevet ændret så det kunne anvendes til landbrug. Træer var blevet plantet på Ambion Hills sydside, derved skabtes Ambion Wood. I det 18. århundrede og 19. århundrede blev Ashby Kanalen gravet gennem området vest og sydvest for Ambion Hill. Snoet langs kanalen i en vis afstand krydser Ashby and Nuneaton Joint Railway området på en dæmning. Ændringerne i landskabet var så store, at da Huttun besøgte området igen i 1807 efter et tidligere besøg i 1788, havde han svært ved at finde rundt.

Bosworth Battlefield Heritage Centre blev bygget på Ambion Hill, nær Richard's Well. Ifølge legende drak Richard 3. fra en af de mange kilder i området på dagen for slaget. I 1788 udpegede en lokal en af disse kilder til at være legendens kilde. En stenstruktur blev senere bygget over dette sted. Inskriptionen på kilden lyder:
"Nær dette sted, den 22. august, i en alder af 32 år, faldt kong Richard 3. tappert i kamp for forsvaret af sit rige og sin krone mod tronrageren Henrik Tudor.
Varden blev sat op af Dr. Samuel Parr i 1813 for at markere kilden, hvorfra det siges at kongen skulle have drukket under slaget.
Det vedligeholdes af Den Hvide Vildsvins Selskab"
Nordvest for Ambion, lige over den nordlige biflod til Sence floden, markerer et flag og en mindesten Richard's Field. Opsat i 1973 blev dette sted valgt på baggrund af Williams teori. St. James's Church ved Dadlington er den eneste bygning i området, der med sikkerhed kan forbindes med Slaget ved Bosworth. Ligene fra slagets dræbte blev begravet der.

### Den genfundne slagmark og mulige slagscenarie
De meget omfattende undersøgelser, der blev udført (2005-2009) af Battlefields Trust ledet af Glenn Foard, ledte endeligt til det rette sted, hvor slaget fandt sted. Dette ligger yderligere omtrent en kilometer længere mod vest, end den placering foreslået af Peter Foss. Det ligger hvor der på slagets tid lå et område af grænseland mellem flere byers grænser. Der var en klynge af marknavne, der tyder på at der var sumpland og hede. Ved systematisk anvendelse af metaldetektorer blev der fundet 34 kanonkugler af bly (mere end de samlede fund tidligere fundet på andre 1400-tals europæiske slagmarker), samt andre betydelige fund, inklusiv en lille forgyldt sølvemblem med et vildsvin. Eksperter mener at vildsvineemblemet kunne indikere det præcise sted, hvor Richard 3. døde, da dette højstatus emblem med hans personlige mærke, sandsynligvis blev båret af et medlem af hans nærmeste følge.

En ny fortolkning af slaget forbinder nu de historiske kilder med fundene på slagmarken og landskabets historie. Den nye beliggenhed ligger på begge sider af den romerske vej Fenn Lanes, i nærheden af Fenn Lane Farm, omtrent en tre kilometer sydvest for Ambion Hill. 
Basereret på spredningen af kanonkuglerne, størrelsen på Richard 3.'s hær, og terrænet mener Glenn Foard og Anne Curry, at Richard kan have stillet sin hær op på et lille højdedrag, der ligger lige øst for Fox Covert Lane og bag et postuleret middeladerlig sumpområde. Richards fortrop under ledelse af hertugen af Norfolk var på højre (nordlige) side af Richards hærlinje, mens jarlen af Norhumberland var på Richards venstre (sydlige) side.
Henrik Tudors styrker nærmede sig langs den romerske vej og stillede sig op vest for den nuværende Fenn Lane Farm, efter at have marcheret fra området omegnen af Merevale i Warwickshire. Stanley'erne stillede sig på syd for slagmarken, på et stigende terræn i retning af Stoke Golding og Dadlington. Jarlen af Oxford drog mod nord for at undgå sumpen (og muligvis også Richards kanoner). Denne manøvre placerer sumpen på Oxfords højre side. Han drog videre og angreb Norfolks fortrop. Norfolk blev siden dræbt.
Northumberland nægtede at angribe, sandsynligvis på grund af Stanley'ernes tilstedeværelse, da deres intentioner var uklare, eller på grund af sumpens placering (eller på grund af begge årsager). Med sin svækkede situation, besluttede Richard at begynde et angreb på Henrik Tudor, som næsten lykkedes. Men kongens hest satte sig fast i sumpen, og han blev dræbt. Fen Hole (hvor vildsvineemblemet blev fundet) menes at være en rest af sumpen. Da Richard begyndte sit angreb, greb Sir William Stanley ind fra sin placering i nærheden af Stoke Golding. Det var på det der senere blev kendt som Crown Hill (det nærmest forhøjede sted til kampen), at Lord Stanley kronede Henrik Tudor efter, at Richard var blevet dræbt. Vindmøllen i nærheden af dér hvor hertugen af Norfolk siges at være blevet dræbt (ifølge folkevisen "Lady Bessy) var Dadlington vindmøllen. Den er forsvundet, men det vides at den stod på slagets tid, i nærheden af Apple Orchard Farm og North Farm, Dadlington. En lille klynge af betydningsfulde fund blev gjort i dette område, inklusiv et guldemblem med en ørn. Vindmøllen lå mellem slagmarkens centrum og Richards lejr på Ambion Hill og nedkæmpelsen af Norfolks fortrop var i denne retning. Dette forklarer det store antal af døde i Dadlington sogn og førte til placeringen af slagkapel her.
Historic England har redefineret det registrerede Bosworth Battlefields grænser for at inkorporere det fornyelige fundne sted. Der er også håb for mulig offentlig adgang til stedet i fremtiden.